# Marc Ermisch
Marc Ermisch (* 24. August 1976 in Lübeck) ist ein deutscher Autor, Regisseur und Schauspieler in Frankfurt am Main.

## Leben
Nach dem Schulabschluss begann er eine Ausbildung zum Schauspieler und Regisseur an der Lübecker Schauspielschule, die er mit der Bühnenreife abschloss. Er war Schüler des Schauspielers, Regisseurs und Autors Jürgen Boyens. Nach diversen Stationen mit Kindertheater, Stückverträgen, Festspielen und Tourneen, gründete er 2004 zusammen mit seiner Frau, der Schauspielerin Natalie Raggi in Hanau die Ermisch-Raggi-Theater-Company (Eratheco). Seit 2007 inszenierte Ermisch knapp 10 Produktionen für die Stadt Hanau und das dortige Kulturamt.
Im Jahre 2012 gründete er das Life-Theater, bei dem er persönliche Sinnsuche mit der Erfahrung und dem Sinn des Theaters versucht zu verbinden. Außerdem spielt und inszeniert er seit 2012 auch im Theater Lempenfieber in Frankfurt am Main. Von 2015 bis 2018 war er künstlerischer Leiter des Kulturkellers Höchst im Dalberger Haus in Frankfurt-Höchst. 2016 inszenierte er das erste Mal in der Kabarettbühne Die Schmiere in Frankfurt am Main.
Sein 2012 in Hanau/Wilhelmsbad uraufgeführtes Zwei-Personen-Stück Tot aber glücklich kam 2014 auch in englischer Übersetzung („Dead...but happy“) im Londoner Barons Court Theatre auf die Bühne. Es spielte das Ensemble des LevelUP Theatre.
2020 schrieb Ermisch die Drehbücher für die 6-teilige Serie "Kontaktlos", die vom Hessischen Rundfunk für die ARD Mediathek produziert wurde. Er führte bei der Serie auch Regie.
2023 erschien sein erstes Buch "Die Seele im linken Nasenloch". Eine Zusammenstellung einiger Kurzgeschichten und Erzählungen. Erschienen bei Amazon KDP.
Marc Ermisch lebt in Frankfurt am Main und hat zwei Söhne.

## Stücke (Auswahl)
- Blackbird (2004)
- Schillerabend (2005)
- König Horst das Musical (2006)
- Zwischen den Welten (2007)
- Mordsweiber I & II (2010)
- 7 Zwerge und ein Todesfall (2010)
- Wilhelmsbader Leichenschmaus (2011)
- Mord zur besten Sendezeit (2012)
- Tot aber glücklich (2012)
- Ich bring ihn um! (2013)
- Jekyll & Hyde (2014)
- Cinderella – die total verrückte Schlagerrevue (2015)
- Beziehungscouch (2015)
- Seelenblut (2016)
- Alex & Schorsch (2017)

## Fernsehserie
- Kontaktlos